# アフリカミツバチ
アフリカミツバチ（Apis mellifera scutellata）は、ハチ目ミツバチ科の昆虫でセイヨウミツバチの亜種。

## 人間との関係
日本では、定着していないとされるが、交雑によりアフリカ化ミツバチを発生させる危険性より、要注意外来生物に指定されている。